# Kollytos
Kollytos (altgriechisch Κολλυτός Kollytós, mitunter auch Kolyttós) war ein zentral gelegener, verkehrsreicher Stadtteil des antiken Athen westlich und südlich der Akropolis.
Kollytos gehörte als Demos zur Phyle Aigeis. Der Name des Stadtteils wurde auf den eponymen Heros Kolyttos zurückgeführt. Im Rat (bulḗ) von Athen stellte Kollytos traditionell drei Ratsmitglieder (buleutaí); in der ersten Hälfte des 3. Jahrhunderts v. Chr. sind jedoch vier Ratsmitglieder aus Kollytos bezeugt. Trotz des städtischen Charakters wurde in Kollytos wie in anderen Demen ein ländliches Fest des Gottes Dionysos mit Theateraufführungen (sowohl Tragödien als auch Komödien) gefeiert. Die Hauptstraße, die als Markt diente, hieß stenōpós Kollytós („enger Kollytos“).
Die genaue Lokalisierung des Stadtteils und seiner Hauptstraße ist in der modernen Forschung kontrovers diskutiert worden. Sicher ist, dass Kollytos westlich und südlich der Akropolis und unmittelbar südlich der Agora lag und an den Demos Melite angrenzte. Im 3. Jahrhundert v. Chr. stellte der Gelehrte Eratosthenes fest, dass es keine Markierung der Grenze zwischen Kollytos und Melite gab.
In Kollytos war der Wohnsitz der Familie des berühmten athenischen Philosophen Platon.